# Skalany
Skalany je malá vesnice, část obce Vyskeř v okrese Semily. Nachází se asi 2,5 kilometru západně od Vyskeře.
Skalany leží v katastrálním území Vyskeř o výměře 9,61 km².

## Historie
První písemná zmínka o vesnici pochází z roku 1514.